# Мурадов Ширвані Гаджикурбанович
Ширвані Гаджикурбанович Мурадов  (рос. Ширвані Гаджикурбанович Мурадов, 20 червня 1985) — російський борець вільного стилю, чемпіон Європи, олімпійський чемпіон. Заслужений майстер спорту Росії з вільної боротьби. Перший олімпійський чемпіон серед лакців.

## Життєпис
Боротьбою почав займатися з 1997 року. У 2005 році став чемпіоном Європи серед юніорів.
Виступав за спортивне товариство «Динамо» Махачкала. Тренер — Іманмурза Алієв.
Після вдалого виступу на пекінській Олімпіаді, де Ширвані Мурадов став чемпіоном, він переніс декілька операцій на колінах, проходив довгий час реабілітацію, три роки не виступав. У 2011 році ненадовго повернувся на борцівський килим, взяв участь у турнірі Алі Алієва, дійшов до фіналу, але на сам фінал вирішив не виходити. З надією пробитися на Олімпійські ігри 2012 року в Лондоні взяв участьу чемпіонаті Росії, але виступив невдало.

## Спортивні результати на міжнародних змаганнях

### Виступи на Олімпіадах
| Змагання                    | Збірна | Вагова категорія          | Місце  |
| --------------------------- | ------ | ------------------------- | ------ |
| Літні Олімпійські ігри 2008 | Росія  | вільна боротьба, до 96 кг | Золото |

### Виступи на Чемпіонатах Європи
| Змагання                         | Збірна | Вагова категорія          | Місце  |
| -------------------------------- | ------ | ------------------------- | ------ |
| Чемпіонат Європи з боротьби 2007 | Росія  | вільна боротьба, до 96 кг | Золото |

### Виступи на Кубках світу
| Змагання                    | Збірна | Вагова категорія          | Місце |
| --------------------------- | ------ | ------------------------- | ----- |
| Кубок світу з боротьби 2008 | Росія  | вільна боротьба, до 96 кг | 0     |

### Виступи на інших змаганнях
| Змагання               | Збірна | Вагова категорія          | Місце  |
| ---------------------- | ------ | ------------------------- | ------ |
| Турнір Алі Алієва 2011 | Росія  | вільна боротьба, до 96 кг | Срібло |

### Виступи на змаганнях молодших вікових груп
| Змагання                                       | Збірна | Вагова категорія          | Місце  |
| ---------------------------------------------- | ------ | ------------------------- | ------ |
| Чемпіонат Європи з боротьби серед юніорів 2005 | Росія  | вільна боротьба, до 84 кг | Золото |
| Гран-прі «Іван Яригін» 2008                    | Росія  | вільна боротьба, до 61 кг | Золото |